# Église Sainte-Raffine de Gaujac
L'église Sainte-Raffine, ou Sainte-Rafine, est une église catholique située à Frégimont, en France.
La patronne principale de l'église est Notre Dame de septembre, c'est-à-dire de la Nativité de la Vierge. La patronne secondaire est sainte Raffine (ou Rafine). D'après le chanoine Durengues, sainte Raffine avait sa fête le 17 juillet. Aucun texte ne permet de savoir qui était sainte Rafine. Il se peut que sainte Rafine soit une déformation de sainte Rufine qui a subi le martyre sous Dioclétien à Séville, avec sa sœur, sainte Juste.
Près de l'église Sainte-Raffine de Gaujac existait la source Sainte-Raffine qui était l'objet d'un très ancien pèlerinage.

## Localisation
L'église est située dans le département français de Lot-et-Garonne, à Gaujac, près du Peyrot de l'Homme, sur le territoire de la commune de Frégimont.

## Historique
L'église Sainte-Raffine serait d'après Georges Tholin la plus ancienne église du Lot-et-Garonne, du XIe siècle, et peut-être du Xe siècle, car dans cette église « tout est rudimentaire dans le style, tout accuse l'enfance de l'art roman ». Son intérêt viendrait de sa chaire à prêcher qui aurait été construite en même temps que l'église. Pour Pierre Dubourg-Noves, le style rudimentaire viendrait de ce qu'il est simplement mauvais. Il a proposé de dater l'église du XIIIe ou XIVe siècle.
La partie la plus ancienne est le chœur, datant au moins du XIIe siècle, et qui était autrefois voûté en cul-de-four. L'arc triomphal avec deux colonnes surmontées de chapiteaux rudimentaires décorés de palmettes et de feuilles en volutes.

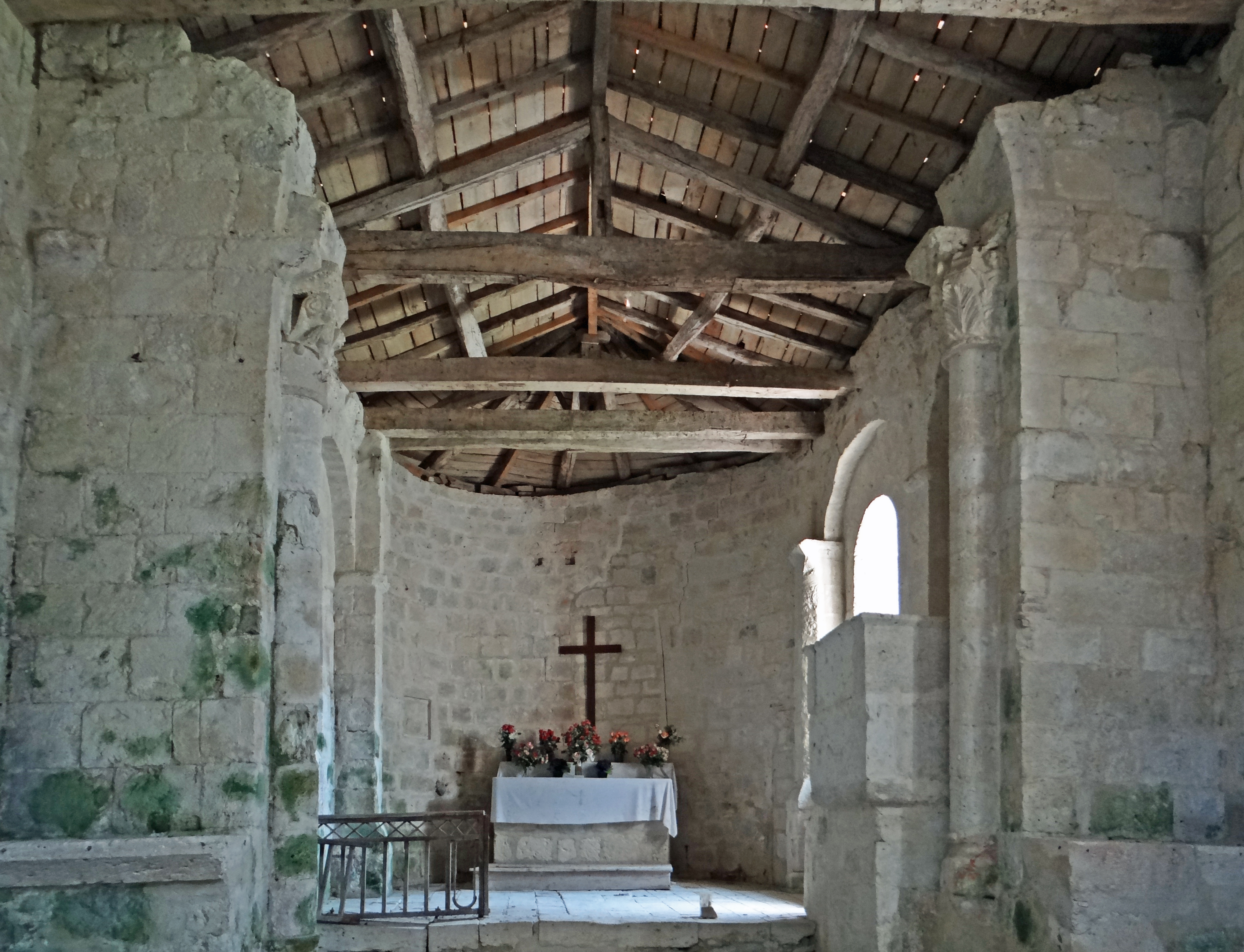
Les vestiges de l'arc triomphal avec les deux autels secondaires, la chaire à prêcher, à droite, et le chœur avec le maître-autel
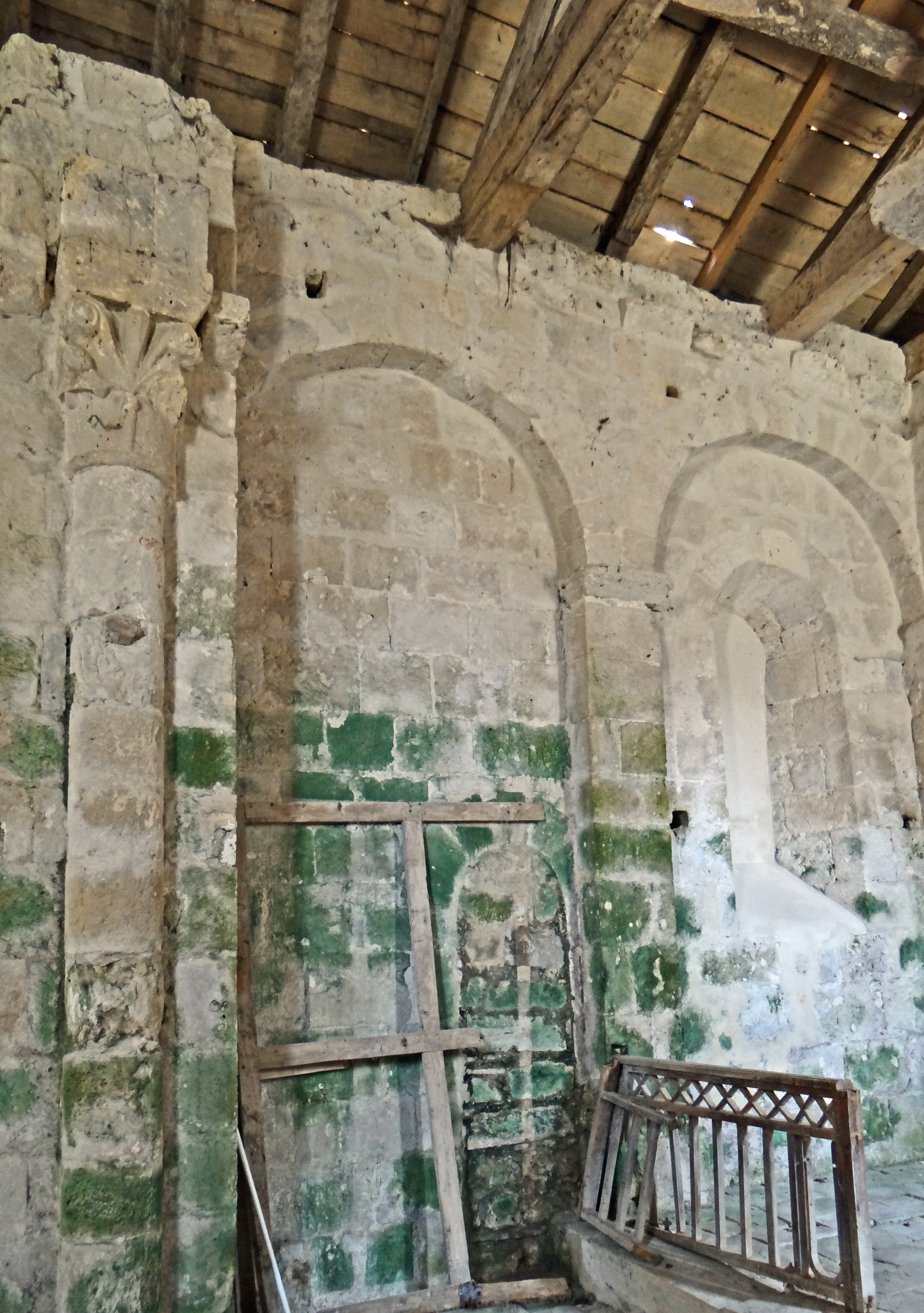
Une colonne et un chapiteau de l'arc triomphal et les arcatures du chœur
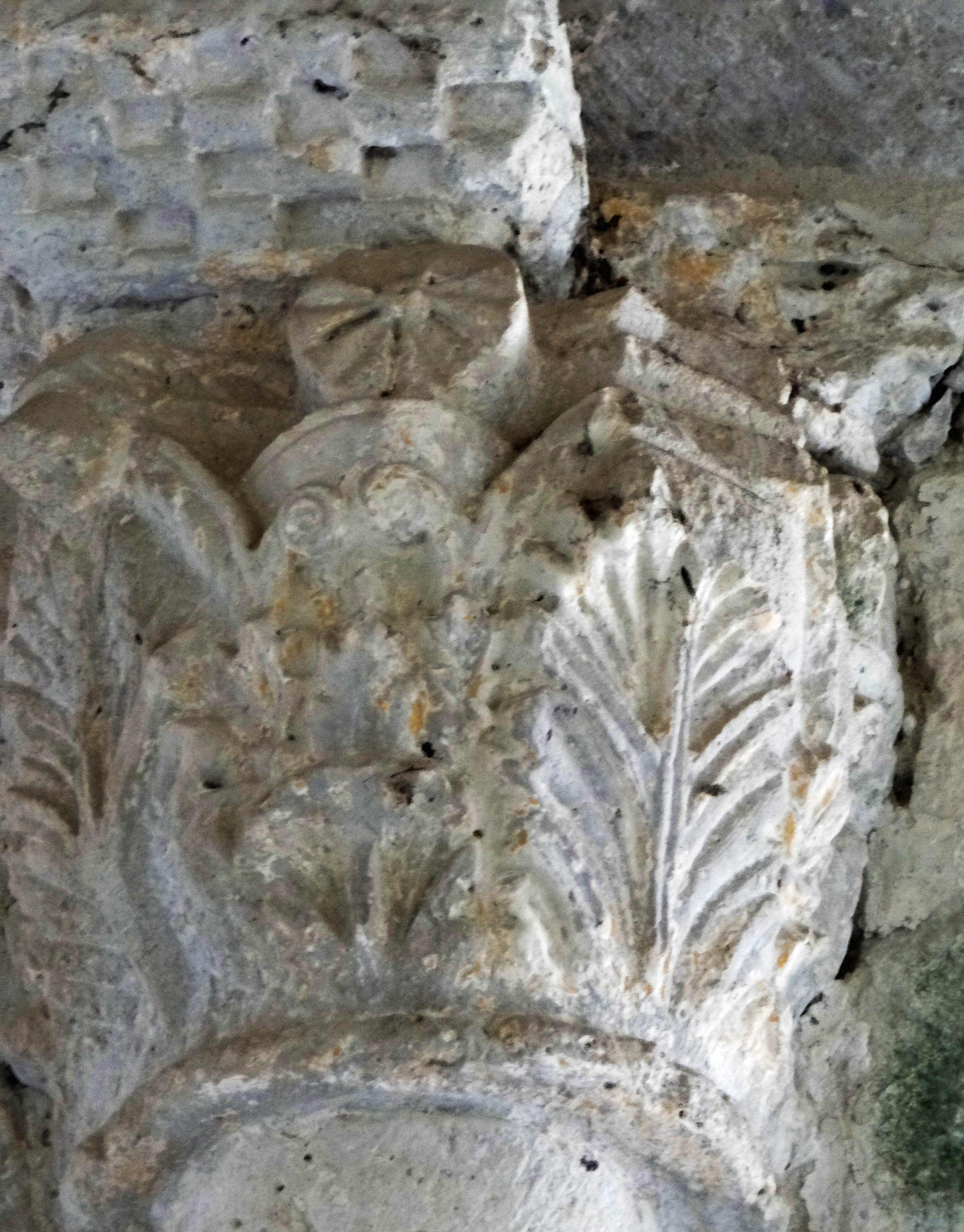
Chapiteau à palmettes de l'arc triomphal
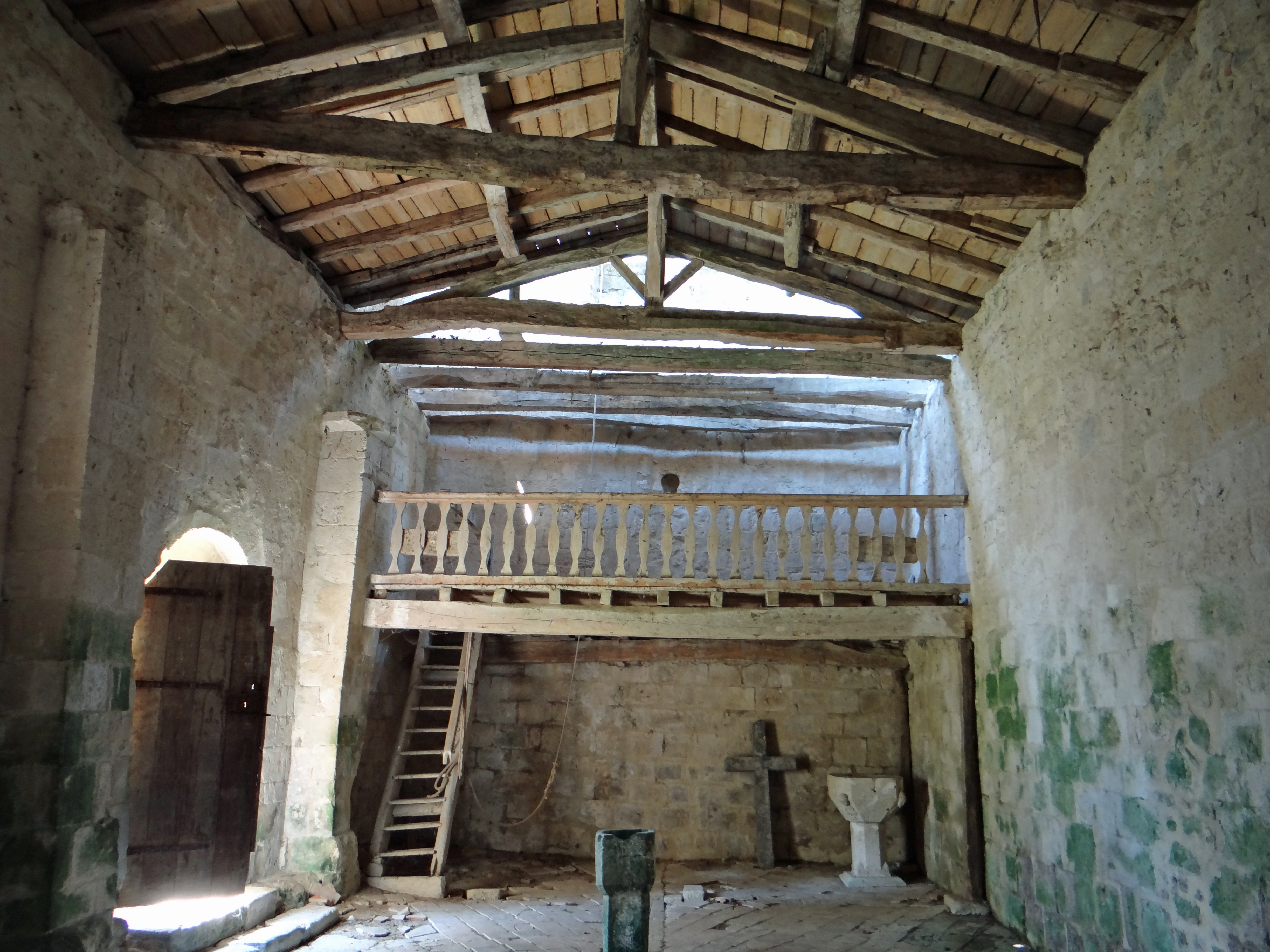
La nef, avec le bénitier et les fonts baptismaux, la tribune

La nef est plus récente, peut-être du XIIIe siècle. Cette construction aurait repris d'une manière maladroite l'ancien portail avec des archivoltes dont la forme est légèrement surbaissée et décorées de bandeaux de billettes.
Le clocher doit dater de cette période.
L'édifice est inscrit au titre des monuments historiques en 1947,.

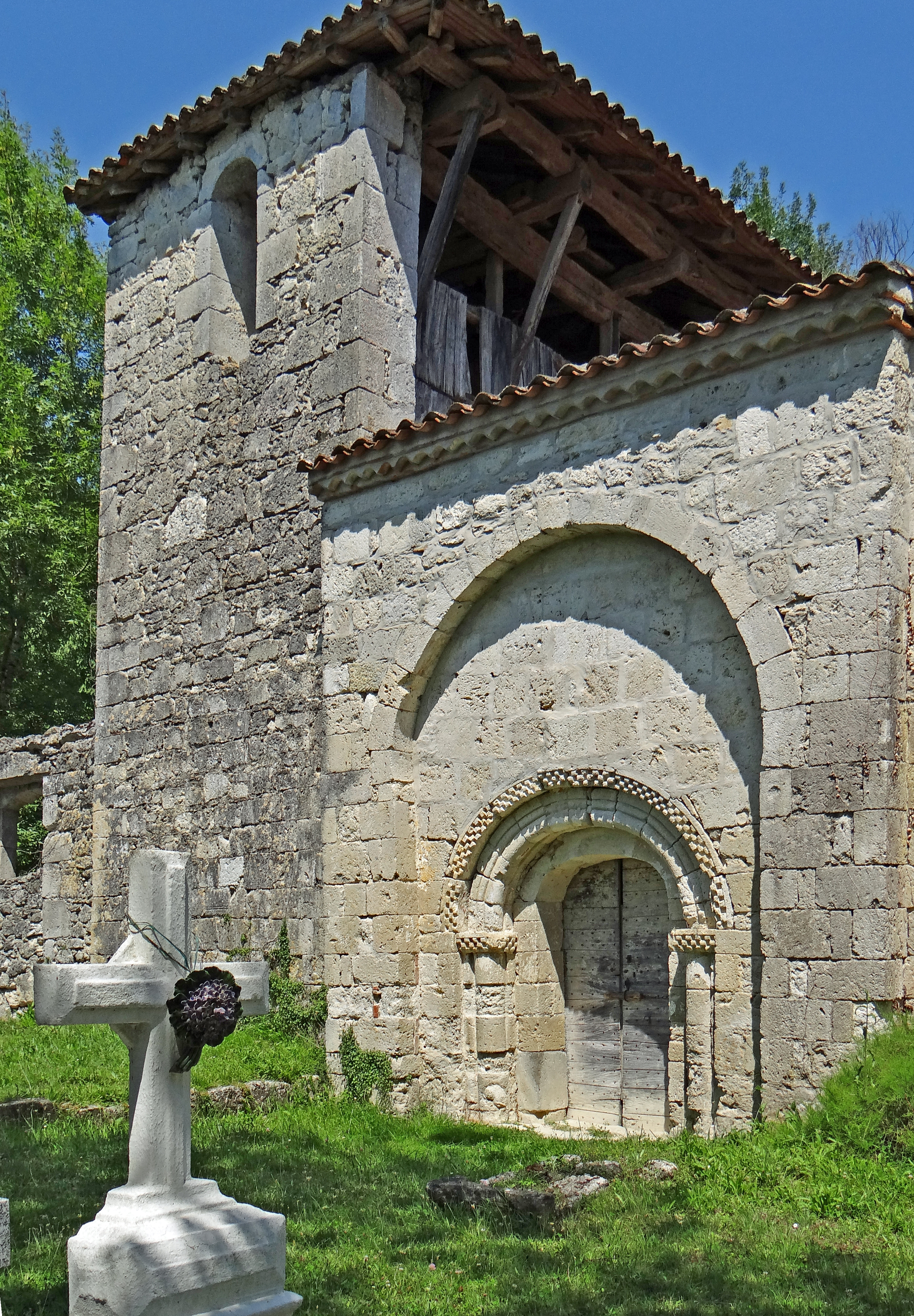
Le portail et leclocher
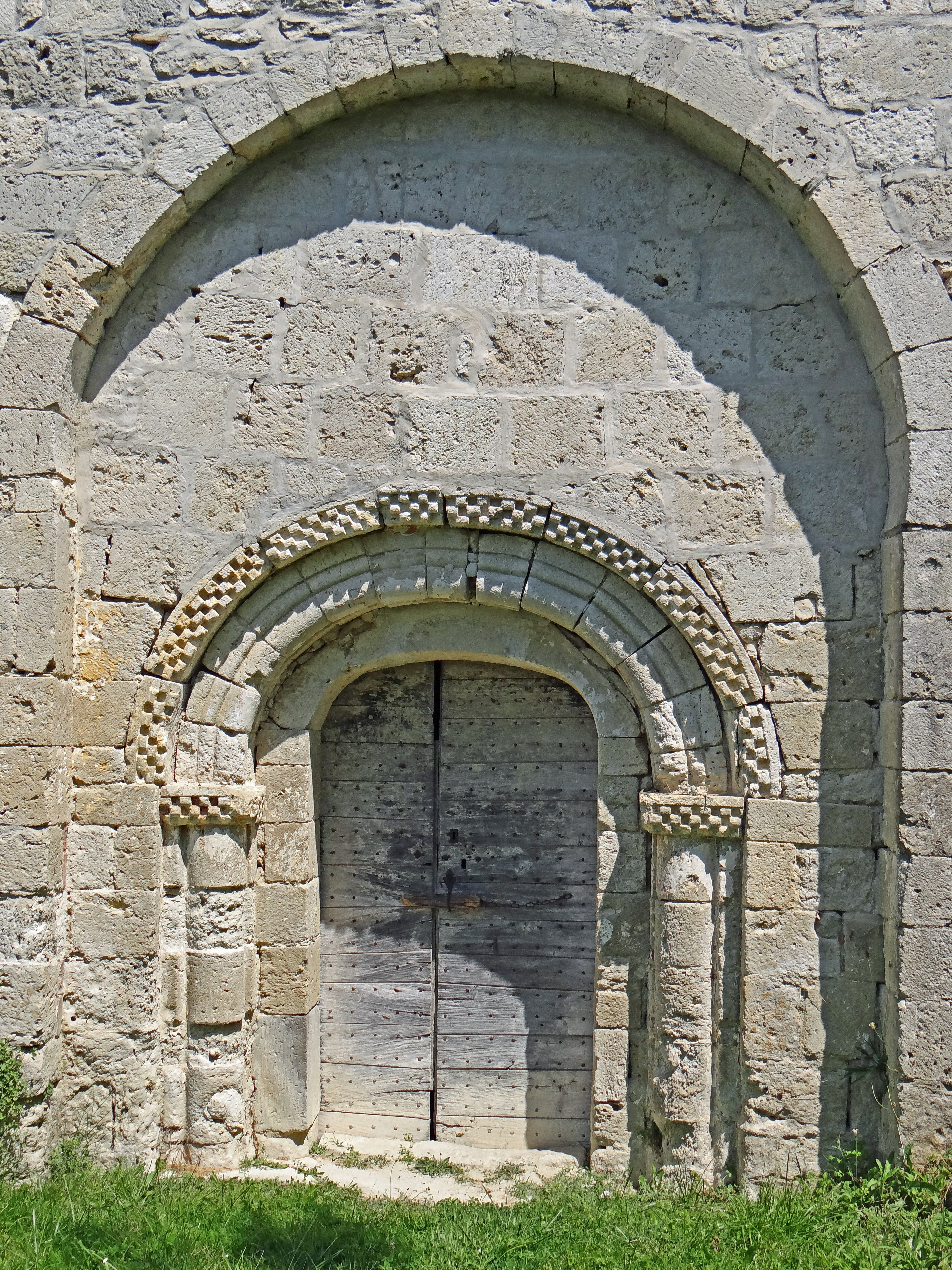
Le portail
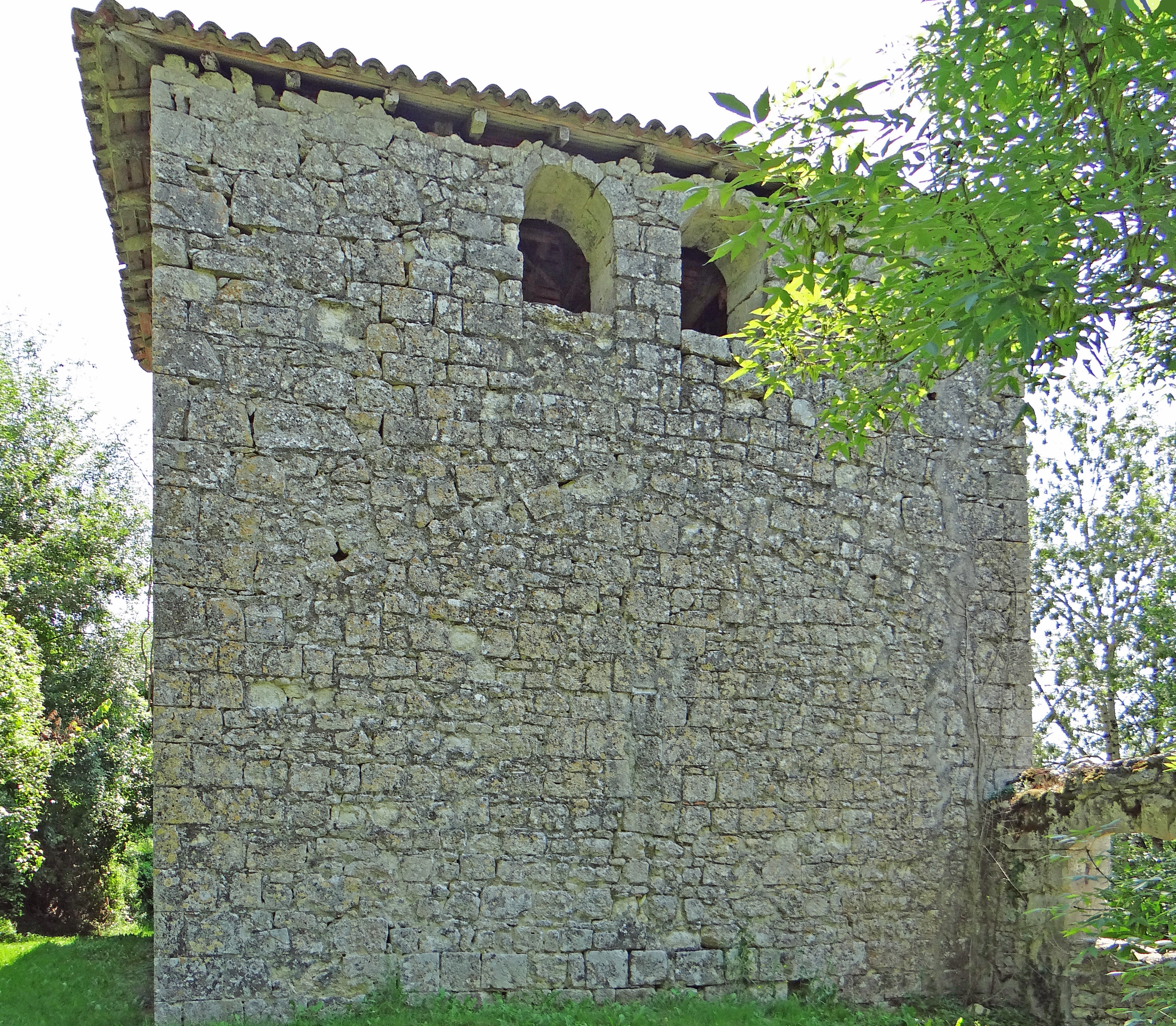
Le clocher

La sacristie s'est effondrée, il y a soixante ans. Une réparation de l'église a été faite il a y quinze ans, en particulier, la toiture.

## Mobilier
La chaire à prêcher a été classée à titre d'objet en 1906. Elle est datée dans la base Palissy du XVe ou XVIe siècle. D'autres auteurs la font remonter à la construction du chœur, soit du XIe siècle d'après Georges Tholin, ou du XIIe au XIIIe siècle, selon Pierre Dubourg-Noves
Le maître-autel était peut-être contemporain du chœur. En 1958, à la suite de l'éboulement du mur du chœur, il a été écrasé et remplacé par l'autel d'une autre église ruinée, Saint-Barthélemy.
Les deux autels placés probablement au XIIe siècle contre le mur est de la nef ont été classés à titre d’objet en 1910,.
Le bénitier se trouvant dans l'axe de la nef est daté de 1704 grâce à l'inscription gravée dessus.
Les fonts baptismaux se trouvant dans la nef datent probablement du XVe siècle.